# Mahenes demelti
Mahenes demelti är en skalbaggsart som beskrevs av Stefan von Breuning 1980. Mahenes demelti ingår i släktet Mahenes och familjen långhorningar.
Artens utbredningsområde är Seychellerna. Inga underarter finns listade i Catalogue of Life.